# Chambre des pouvoirs locaux
La Chambre des pouvoirs locaux est l'une des deux chambres du Congrès des pouvoirs locaux et régionaux du Conseil de l'Europe. Elle est un lieu privilégié de rencontre et d'expression pour les municipalités et pouvoirs intermédiaires, comme les collectivités locales. 

## Historique
À la suite d'une première conférence en 1957, une première instance représentative des pouvoirs locaux est mise en place en 1961. La chambre des pouvoirs locaux sera officiellement instituée au moment où la « Conférence des pouvoirs locaux et régionaux de l'Europe » devient le « Congrès des pouvoirs locaux et régionaux du Conseil de l'Europe » en 1994.
Son institutionnalisation en 1994 répond à la différenciation progressive des questions relatives aux municipalités et aux régions. La création de deux chambres au sein du Congrès (pouvoirs locaux et régions), répond à cette nécessité de traiter de manière spécifique des enjeux qui se différencient de plus en plus à la suite du développement des régions dans l'espace européen. 
L'action de la Chambre est basée sur la Charte européenne de l'autonomie locale ouverte à la ratification en 1985 et qui a été ratifiée par les 46 Etats membres du Conseil de l'Europe. L’année 2013 marque ainsi l’aboutissement d’un long processus visant à établir un espace législatif harmonisé pour la démocratie territoriale européenne. Avec la ratification par Monaco et Saint-Marin de la Charte européenne de l’autonomie locale, c’est désormais l’ensemble des 46 Etats membres du Conseil de l’Europe qui sont couverts par ce traité international.  
Ce texte a une valeur contraignante. Des missions de « monitoring » sont régulièrement effectuées par le Congrès afin de vérifier le respect de la charte par les États parties.  
La Chambre bénéficie du renouvellement de la place prise par les villes sur le plan tant national qu'international (compétences accrues dans le domaine de l'urbanisme ou des transports par exemple) et se veut le reflet de ces évolutions.

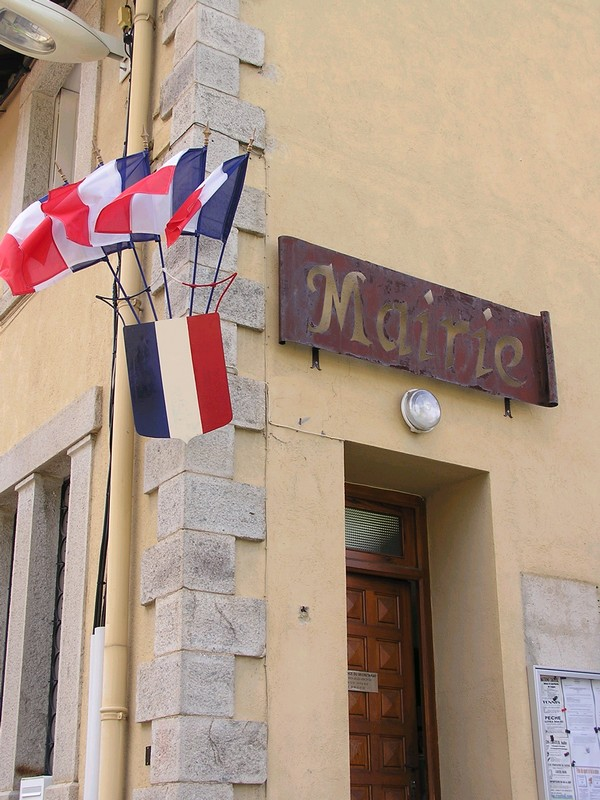
Casteil, une des 36 000 communes françaises

## Désignation des membres de la Chambre
Les 306 membres de la Chambre (153 titulaires et 153 suppléants) sont issus des 46 États Membres du Congrès. Ils sont désignés pour une durée de deux ans.
En vertu de l'article 2 de la Charte du Congrès, la composition de la Chambre est fondée sur un quadruple principe d'équilibre. Équilibre politique : la Chambre doit représenter au mieux les différentes collectivités territoriales présentes dans les États membres. Équilibre géographique : la chambre doit refléter de façon équitable les différentes zones géographiques des États membres. La Chambre doit également représenter l’ensemble des différents types d'autorités locales des États membres.  Enfin, la Chambre doit assurer une représentation équitable des hommes et des femmes : depuis 2008, toutes les délégations doivent assurer une représentation a minima de 30 % du sexe sous représenté.
Les représentants doivent détenir un mandat électif au niveau d'une collectivité locale de leur État d'origine. 
La procédure de désignation est propre à chaque État membre et approuvée par le Congrès. Cependant, selon l'article 3 de la Charte, la procédure de désignation doit comprendre la consultation des associations et/ou des institutions appropriée au sein des États Membres. Ainsi, en France, les délégués sont désignés par le Ministère de l'intérieur sur proposition de l'Association des maires de France, de l'Assemblée des départements de France et de l'Association des régions de France. Les représentants sont ensuite officiellement nommés par le Ministre des Affaires Étrangères.

## Structure de la Chambre

### Le Bureau
La Chambre élit son Bureau, composé d'un Président (élu parmi les membres de la Chambre et en fonction pour deux ans) et de sept Vice-présidents, en respectant, autant que possible, une répartition géographique équilibrée des différents États membres. 
Le Président a pour rôle la présidence des séances et la représentation de la Chambre. Au-delà, il détient l'initiative de la constitution d'un groupe de travail ad hoc (commun aux deux Chambres sur des questions relevant de leur compétence commune). Il participe également au processus de désignation du Secrétaire général du Congrès.
La composition de son bureau, de sa présidence et sept vice-présidences est détaillée sur le site internet du Congrès des pouvoirs locaux et régionaux.

### Le secrétariat
Le secrétariat a pour tâche principale de faciliter le travail des élus.
Le secrétariat de la Chambre est dirigé par un Secrétaire exécutif qui est désigné par le Secrétaire Général du Conseil de l'Europe. 
Le secrétariat est chargé de l'organisation des sessions et de l'administration générale de la Chambre. 

## Fonctions et compétences de la Chambre
La Chambre constitue le lieu de rencontre et d'expression des pouvoirs locaux européens. Elle permet de donner toute sa singularité à la voix des municipalités et des pouvoirs intermédiaires (les départements français par exemple) au sein du Congrès. 
La Chambre peut adopter des recommandations, résolutions ou avis.
Elle s'est illustrée notamment par le rapport Van Veldhuizen sur la diplomatie des villes (2008) présenté en juin 2008 à la première conférence mondiale sur le sujet à La Haye.
Le Bureau de la Chambre peut charger un de ses membres de rédiger un rapport sur une question relevant de sa compétence. 
La Chambre est saisie par le Bureau du Congrès de l'examen des questions relevant de sa compétence.
Elle peut demander la tenue d'un débat d'actualité au Congrès.
La Chambre participe également à la mission de monitoring de la démocratie locale du Congrès. Elle a ainsi participé au suivi de la démocratie locale et du respect de la Charte européenne de l'autonomie locale par la mise en place de missions d'enquêtes. Les missions effectuées récemment au Portugal (juin 2019), Turquie (octobre 2019) et Autriche (décembre 2019), ont répondu chacune à des problématiques différentes mais toutes liées au respect des principes érigés par la Charte européenne de l'autonomie locale.

## Les membres de la Chambre
Répartition de sièges au sein de la Chambre des pouvoirs locaux (le nombre de suppléants figure entre parenthèses) :
| État                 | Sièges | État               | Sièges | État              | Sièges          |
| -------------------- | ------ | ------------------ | ------ | ----------------- | --------------- |
| Albanie              | 2 (+2) | Allemagne          | 9 (+9) | Andorre           | 1 (+1)          |
| Arménie              | 2 (+2) | Autriche           | 3 (+3) | Azerbaïdjan       | 3 (+3)          |
| Belgique             | 3 (+4) | Bosnie-Herzégovine | 2 (+3) | Bulgarie          | 5 (+1)          |
| Chypre               | 2 (+1) | Croatie            | 3 (+2) | Danemark          | 3 (+2)          |
| Espagne              | 6 (+6) | Estonie            | 2 (+1) | Macédoine du Nord | 3               |
| Fédération de Russie | 9 (+9) | Finlande           | 5      | France            | 9 (+9)          |
| Géorgie              | 2 (+3) | Grèce              | 2 (+3) | Hongrie           | 4 (+3)          |
| Irlande              | 2 (+2) | Islande            | 3      | Italie            | 9 (+9)          |
| Lettonie             | 2 (+1) | Liechtenstein      | 2      | Lituanie          | 2 (+2)          |
| Luxembourg           | 2 (+1) | Malte              | 2 (+1) | Moldova           | 3 (+2)          |
| Monaco               | 1 (+1) | Monténégro         | 3      | Norvège           | 2 (+3)          |
| Pays-Bas             | 4 (+3) | Pologne            | 6 (+6) | Portugal          | 4 (+3)          |
| Tchéquie             | 4 (+3) | Roumanie           | 5 (+5) | Royaume-Uni       | 9 (+9)          |
| Saint-Marin          | 1 (+1) | Serbie             | 4 (+3) | Slovaquie         | 3 (+2)          |
| Slovénie             | 2 (+1) | Suède              | 3 (+3) | Suisse            | 3 (+3)          |
| Turquie              | 9 (+9) | Ukraine            | 6 (+6) |                   |                 |
| TOTAL                | TOTAL  | TOTAL              | TOTAL  | TOTAL             | 153 (+153)= 306 |

### Sites internet
- Site du Congrès (Congrès des pouvoirs locaux et régionaux de l'Europe)
- Site du Conseil de l'Europe

### Textes fondateurs
- Charte du Congrès des pouvoirs locaux et régionaux de l'Europe
- Charte européenne de la démocratie régionale
- Charte européenne de l'autonomie locale
- Règlement intérieur du Congrès des pouvoirs locaux et régionaux